# Буксторф, Иоганн I
Иога́нн Бу́ксторф, именуемый также Старший (нем. Johann Buxtorf der Ältere, 1564—1629) — немецкий теолог-гебраист, в течение 39 лет возглавлявший кафедру еврейского языка в Базеле, в 1614—1615 годах занимал пост ректора университета. Известен трактатом De Synagoga Judaica (1603) — важным источником по истории немецкого еврейства начала Нового времени. Основатель династии гебраистов.
Родом из семьи священников и служащих, получил богословское образование. Составленные им словари и грамматики еврейского и арамейского языков более 200 лет использовались в библеистике и гебраистике и регулярно переиздавались до середины XIX века. Составил первое руководство для чтения на идише, справочники по еврейским аббревиатурам и первую научную библиографию еврейской религиозной литературы (325 заглавий в порядке еврейского алфавита), а также два письмовника и руководство к сочинению стихов на иврите. В 1618—1619 годах предпринял издание большой еврейской Библии, текст которой стал стандартным и использовался библеистами до конца XIX века. Свои труды ориентировал прежде всего на практическое применение, считая решение теоретических вопросов вторичным. Его филологические труды были подчинены вопросам библейской экзегезы, он считал еврейский библейский текст первичным и безошибочным и отказывался применять по отношению к его истории те же методы, что и к арамейским таргумам. Будучи протестантом, он своими работами вывел дискуссию с католиками о повреждённости масоретского текста по сравнению с Септуагинтой и Вульгатой на новый уровень.
Еврейские учёные середины XX века пытались ревизовать его наследие и обвиняли Буксторфа в антисемитизме, однако эти взгляды не стали общепринятыми в историографии. Исследования, вышедшие в конце ХХ — начале XXI века, показали место Буксторфа в формировании христианской гебраистики и научной филологии семитских языков. Будучи сторонником обращения евреев в христианство, Буксторф был глубоким знатоком еврейской древней и средневековой традиции и мог в общении с раввинами избегать дискуссионных тем.

## Биография

### Происхождение. Становление

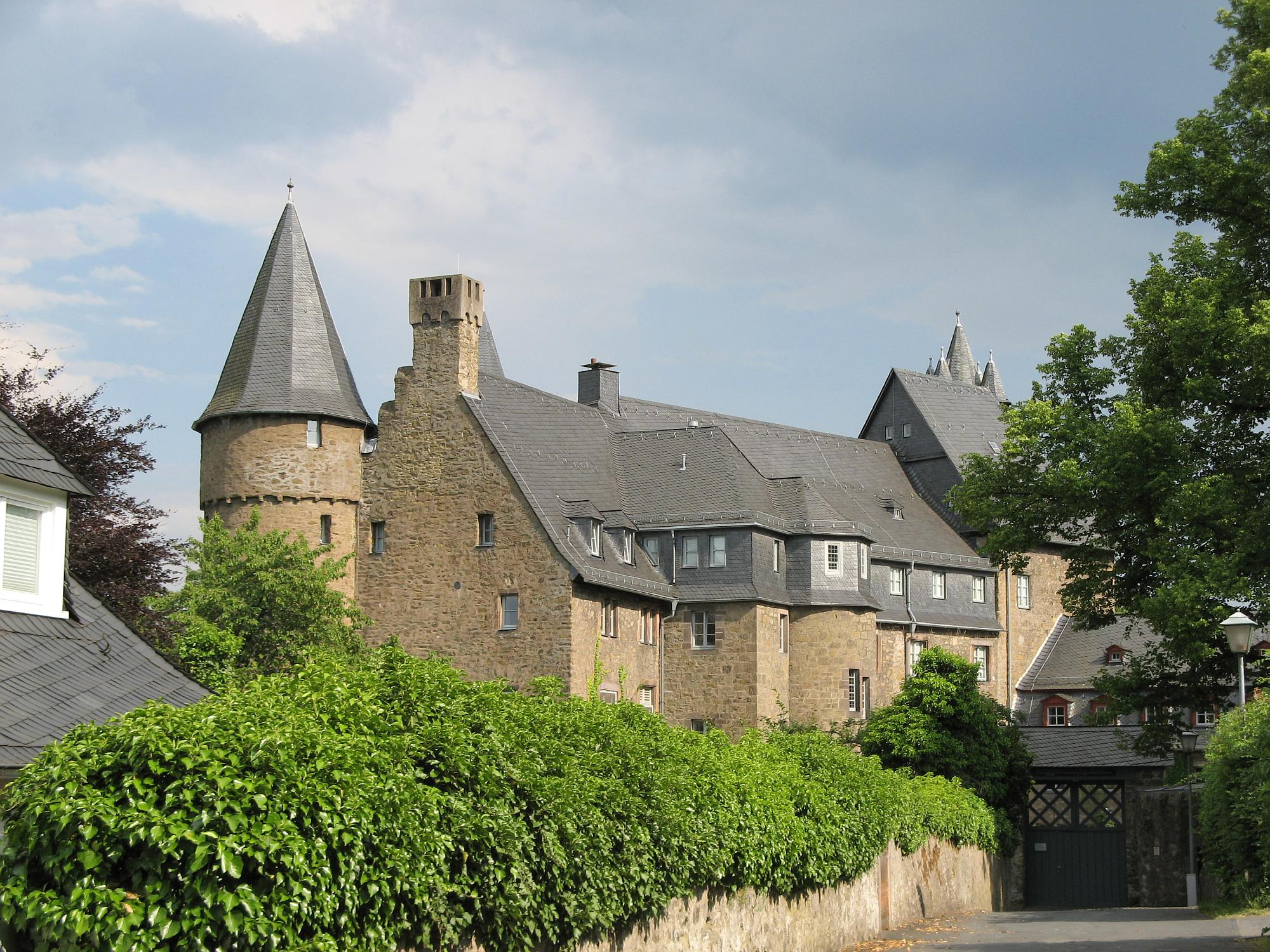
Херборнский замок, в котором располагалась гимназия

Буксторфы в середине XVI века были семейством служащих и священников. Дед будущего гебраиста — Йоахим — занимал пост бургомистра родного Камена в течение 30 лет подряд. Дядя — Теодор Буксторф — был врачом, второй — тоже Йоахим — служил советником у графа Вальдека. Отец — Иоганн Буксторф — с 1556 года служил в Камене приходским пастором и сыграл важную роль при Реформации в Вестфалии. В 1563 году он женился на Марии Фольмар; по-видимому, у них был единственный сын, родившийся на Рождество 1564 года и получивший наследственное имя Иоганн.
О детских годах будущего гебраиста известно мало. Школьное образование Иоганн получил в вестфальском Хамме в латинской школе, где его обучали и азам иврита. Далее он поступил в гимназию Дортмунда, где его наставником был Фридрих Берузиус — известный рамистский философ. Образование прервалось кончиной отца в 1581 году. Согласно его первому биографу Паулю Тоссанусу (1630), Буксторф-младший, вступив в наследование, поступил в Марбургский университет, оттуда перешёл в Gymnasium Illustre в Херборне и обучался там с 1585-го по март 1588 года, но так и не прошёл матрикуляцию. Наконец, он перешёл в Базельский университет, в котором 6 августа 1590 года получил степень магистра искусств.
По мнению Стивена Бёрнета, сложно оценить содержание университетских занятий Буксторфа, поскольку большинство архивных материалов погибли во время Второй мировой войны. По-видимому, во всех трёх университетах он изучал богословие. На факультете искусств Марбургского университета — игравшего роль подготовительного — преподавался еврейский язык, профессорами которого были Георг Зон (в 1575—1584 годах) и Отто Гуальтпериус, однако следов пребывания там Буксторфа практически не осталось. Больше документальных свидетельств сохранилось в Херборне. Херборнская гимназия предлагала как шестилетнее среднее образование (так называемый Педагогиум), так и университетский уровень, на котором преподавались философия и теология; позднее открылись юридический и медицинский факультеты. Еврейский язык преподавался по Псалтири и Книгам Соломоновым. Однако гимназия Херборна так и не получила университетских привилегий из-за того, что это право в Германии принадлежало лишь Папе Римскому и императору Священной Римской империи, а Херборн был кальвинистским городом. Чтобы получить учёную степень, выпускнику гимназии в Херборне приходилось ехать в официально аккредитованный университет.
Во время обучения Буксторфа в гимназии преподавали двое известных богословов — Каспар Олевиан и Иоганн Пискатор. Олевиан был вынужден уйти из Гейдельбергского университета по причине своих кальвинистских убеждений, он был одним из составителей Гейдельбергского катехизиса 1562 года. Пискатор преподавал диалектику на философском факультете, а для богословов — еврейский язык и курсы по Ветхому Завету; кроме того, в 1584—1590 годах он исполнял обязанности ректора. Буксторф и Пискатор продолжали общаться даже после окончания образования Иоганна, с 1597 года они сотрудничали при подготовке нового перевода Библии с еврейского языка. Пискатор не считал для себя зазорным заявить, что ученик в области изучения еврейского языка намного превзошёл учителя.

### Базель. Учёная степень

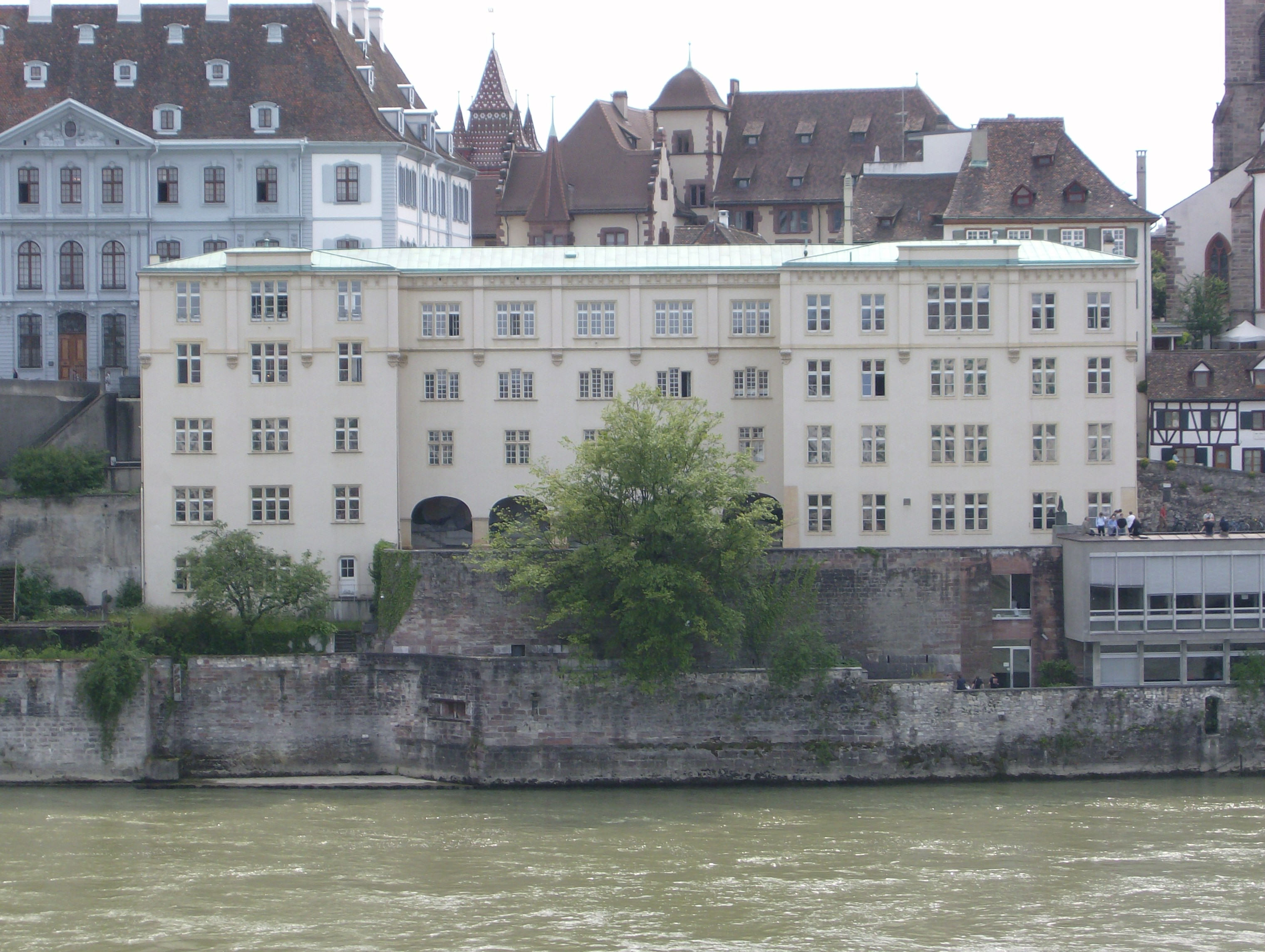
Здания Базельского университета. Фото 2007 года

После окончания Херборнской гимназии Буксторф оказался на распутье. Согласно сведениям, приводимым у Тоссануса, Иоганн хотел получить степень в Гейдельберге, но из-за наступления испанских войск был вынужден согласиться с желанием дяди отправить его в Швейцарию. Это могло быть и формой iter litterarium, то есть странствия студента по разным университетам, что считалось важной частью высшего образования. Наставником в Базеле предполагался Иоганн Якоб Гринеус, для которого Пискатор написал рекомендательное письмо, датированное 25 марта 1588 года. Важнейшим документом пребывания Буксторфа в Базеле являлся лат. Album Amicorum (именуемый также нем. Stammbuch) — нечто среднее между альбомом и записной книжкой, в которой свои записи оставляли известные люди, представители интеллектуальной элиты и дворяне, с которыми общался странствующий студент. Буксторф вёл такой альбом в 1586—1603 годах, и он позволяет составить детальную хронологию его путешествий.
В Базельском университете Буксторф зарегистрировался в мае или июне 1588 года. В тот период учебное заведение переживало большой подъём из-за своего уникального статуса — это был протестантский университет, канцлером которого формально являлся католический епископ Базеля (но он не вмешивался в дела университета). Этот фактор привлекал студентов и из католических, и из протестантских стран. И. Гринеус был учёным европейского масштаба, занимавшим в Базеле пост главного пастора и главы теологического факультета.
Неизвестно, как долго Буксторф собирался обучаться в Базеле. По-видимому, именно Гринеус сыграл важнейшую роль в том, что Иоганн навсегда остался в Швейцарии: Гринеус рекомендовал молодого магистра в качестве наставника детей Лео Куриона — сына известного итальянского протестанта. Буксторф принял это предложение и обосновался в доме Курионов на шесть лет. Гринеус же рекомендовал Буксторфа на должность профессора еврейского языка уже осенью 1588 года, несмотря на то, что у него даже не было степени магистра. Характерно, однако, что Буксторф согласился только исполнять обязанности профессора, но не принимал постоянной должности; видимо, он ещё колебался, оставаться ли ему в Базеле.
Неизвестно, посещал ли Буксторф занятия в университете Базеля. Известно, что он принимал участие в диспуте 20 июня 1588 года под председательством Гринеуса. В то время студенты-богословы не были обязаны получать степень магистра, но существовали определённые квалификационные требования, включая определённое число проведённых диспутов, публичных выступлений и прочего. Для получения степени магистра требовалось проучиться не менее 7 лет. По-видимому, Буксторф стремился получить формальное свидетельство завершения высшего образования, полученного в Херборне, и затем претендовать на должность профессора еврейского языка. Согласно Тоссанусу, в августе 1589 года Буксторф всё-таки совершил короткий iter litterarum, посетив Берн, Лозанну и Женеву. В Берне он общался с известным богословом Абрахамом Мускулюсом (сыном известного деятеля Реформации Вольфганга Мускулюса), а затем отправился в Женеву, где встречался с Теодором Безой — преемником Кальвина и главой Женевской церкви. Наконец, в Лозанне он общался с Корнелием Бонавентурой Бертрамом — профессором еврейского языка в тамошней академии. Это один из немногих его контактов с профессиональным гебраистом до занятия кафедры. 4 сентября 1589 года Буксторф вернулся в Базель.
Следующим документальным свидетельством является объявление о публичной защите степени магистра 6 августа 1590 года и поздравительные стихи от его друзей, датированные 8 августа. Тема его квалификационного сочинения не имела отношения к филологии и еврейскому языку: «Вполне ли животные наделены разумом, или нет?» (лат. Utrum bestiae rationis sint omnino expertes necne?), при этом не сохранилось никаких следов его тезисов по данному вопросу.

### Базельский профессор (1590—1629)

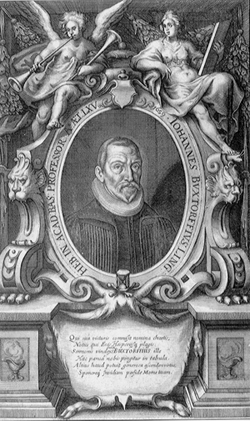
Портрет И. Буксторфа

Иоганн Буксторф I с 1590 года до самой своей смерти в 1629 году занимал должность ординарного профессора еврейского языка Базельского университета на факультете искусств. Поскольку факультет свободных искусств был подготовительным и общим для студентов всех специальностей, профессор преподавал язык с начального уровня, а также читал курсы по ветхозаветным книгам для теологов, дальше продвинувшихся в языке. Это происходило потому, что в базельской гимназии еврейский язык не преподавался, однако любой студент, желавший изучать богословие, был обязан заниматься ивритом. В архиве университета сохранились рукописи его лекций, в частности, по «Притчам Соломоновым», а также по комментарию Иоганна Друзиуса. Курс по Обадии Сфорно являлся кратким введением в живой средневековый иврит, и позволял студентам использовать раввинические комментарии. В своих библейских курсах Буксторф использовал как раввинские мидраши, так и арамейские таргумы для разбора оригинального текста слово за словом. В основном он использовал комментарии Леви бен Гершома, Раши, ибн Эзры и Давида ибн Яхья. Рукописи лекций по еврейскому языку не сохранились. В одном из писем 1608 года профессор жаловался, что очень немногие из студентов занимаются языком, хотя он требовался для получения магистерской степени. Однако, по мнению С. Бёрнета, небольшая учебная загруженность способствовала большой научной продуктивности Буксторфа.
Особенностью положения профессора был крайне низкий уровень дохода, причём Базельский университет из всех университетов Священной Римской империи платил самое малое жалованье своим сотрудникам. Постановлением попечительского совета от 1589 года жалованье профессора второго класса (к которому относился факультет свободных искусств) составляло 80 гульденов и 14 фирнцелей зерна в квартал. Только когда в 1626 году Буксторфа пригласили в Лейден, университетское начальство повысило плату и натуральное содержание до 16 фирнцелей зерна в квартал, но это было индивидуальным поощрением, что было отмечено особо. Однако жалованье профессора факультета искусств даже после повышения всё равно было меньше, чем у профессора богословия. Единственным источником дополнительного дохода было совмещение должностей: с 1594 года Буксторф возглавлял Obere Kollegium — своего рода профессорский клуб, где сотрудники университета встречались и там же питались. Кроме того, в 1590-е годы Буксторф исполнял обязанности профессора греческого языка, но сумма его жалованья не сохранилась в документах. Он регулярно избирался деканом факультета искусств (в 1596, 1602—1603, 1606—1607, 1611—1613, 1617—1618, 1622 и 1626—1627 годы), а в 1614—1615 годах был избран ректором университета. Сверх того, он регулярно председательствовал на учебных и выпускных диспутах, что оплачивалось особо. Однако и этих денег не хватало, и Буксторф занимался частным образом с неуспевающими студентами; вознаграждение в этих случаях оговаривалось особо.
Профессор университета пользовался особой прерогативой — посвящать свои труды знатным людям или городам, которые финансировали их издание. Буксторф посвящал свои труды магистратам Хамма и Бремена, графам Юстусу и Бентхайму, членам республики учёных, Иоганну Друзиусу и Жюсту Скалигеру, а потом и собственным студентам. В 1609 и 1620 годах нидерландские Генеральные штаты выплатили ему 300 и 200 флоринов за «Грамматику» и «Тивериаду».
Положение Буксторфа как специалиста по еврейскому языку давало ему и огромные репутационные преимущества. В городском совете Базеля он занимал должность цензора еврейских книг, а также охотно брался за редактирование и корректуру продукции еврейских издательств. В 1610 году Буксторф получил предложение о повышении — ему предложили кафедру Ветхого Завета на теологическом факультете, освободившуюся после смерти Амандуса Полануса, но он отказался, видимо, не желая жертвовать своими исследованиями. Кроме того, Гринеусу тогда исполнилось 70 лет, и Буксторф, вероятно, рассчитывал занять его место на кафедре Нового Завета. В 1611 году он получил предложение ректора Сомюрской духовной академии, но в предельно мягкой форме отклонил его: в Сомюре хотели задействовать Буксторфа в полемике против иезуитов, а он опасался за своё семейство. Следующее предложение пришло в 1622 году из Гейдельберга, в котором обучался его сын, но в то время шла Тридцатилетняя война, и у курфюрста Фридриха не оказалось денег на содержание профессора. Наконец, в 1625 году пришло самое лестное предложение из Лейденского университета: Буксторфу предложили 700 нидерландских гульденов жалованья (280 имперских талеров) и единовременно 80 талеров на переезд. По неясной причине профессор отверг и это предложение, но власти Базеля сразу же подняли ему жалованье.
Безвременная кончина Буксторфа от чумы вызвала резонанс во всей Европе. Половину объёма биографии Тоссануса 1630 года составили посвящения и эпитафии на греческом, латинском, еврейском и арамейском языках (всего 25). Откликнулись учёные из Лейдена, Бремена, Ростока, Бреслау, Праги, а также со всей Швейцарии. На имя Буксторфа-второго также пришло множество соболезнований, особенно от голландских учёных и членов République des Lettres.

### Семья
В 1593 году Буксторф женился на своей подопечной — дочери Лео Куриона Маргарите. Её дед — Челио Курионе — был видным гражданином Базеля, профессором риторики в университете. Лео (1526—1601) был известным дипломатом на французской службе, участвовал в посольстве в Польшу и далее служил в армии до изгнания из неё гугенотов. Он владел шестью языками, в том числе древнееврейским, и тесно общался с Якобом Гринеусом. Согласившись на брак своей дочери, Лео Курион просил будущего зятя представить сведения о своей семье, которые и были предоставлены его дядей — Йоахимом Буксторфом; это письмо практически единственный источник сведений о семействе Буксторфов до Иоганна.
Официальная помолвка состоялась 14 января 1593 года, свадьба прошла 18 февраля того же года. В браке Иоганн и Маргарита имели 11 детей, из которых до совершеннолетия дожили четверо дочерей и двое сыновей. Дочери — Мария, Магдалина и Юдифь — вышли замуж за пасторов, а Люсия — за типографа Иоганна Людвига Кёнига, выпускавшего книги на еврейском языке. Старший сын — Иероним, родившийся в 1607 году, учился некоторое время в университете, но предпочёл пойти на военную службу. В 1650 году он умер в Польше. Младший сын — Иоганн Буксторф II — продолжил дело своего отца, представляя второе поколение учёных-гебраистов в семье. Он окончил университет Базеля в 16-летнем возрасте, далее обучался в Гейдельберге и Женеве, и стал преемником своего отца на кафедре, завершив и продолжив многие его труды. Существовала даже поговорка: «Не так похожи друг на друга два яйца, как отец и сын Буксторфы» (лат. Non ovum ovo similius, quam Buxtorfius pater et filius).

## Буксторф и евреи

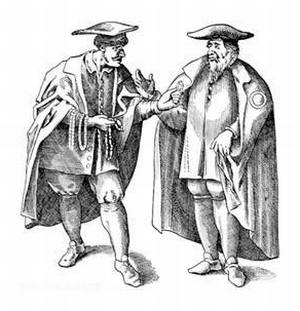
Евреи. Гравюра 1612 года из базельского издания Stammbuch

Иоганн Буксторф — первый христианский гебраист, который доказал современникам-протестантам принципиальную важность еврейской традиции для христианской библеистики. Его интерес к еврейскому языку и литературе сравнительно рано привёл его к контактам в среде германских евреев, он всю жизнь взаимодействовал с еврейскими издателями и книготорговцами, охотно дискутировал с раввинами. Однако с XIX века шла дискуссия о его истинном отношении к евреям, поскольку было очевидно, что он стремился обратить их в христианство, чему отчасти посвящён его важный труд «Еврейская синагога». В 1960-е годы в американских еврейских изданиях прошла дискуссия о природе антисемитизма Буксторфа: был ли он религиозным в своей основе или же расовым, поскольку в Европе времён Буксторфа существовали законодательные регламенты «чистоты крови» и отношения к «новым христианам», особенно в Испании.
Контакты Буксторфа в среде еврейских интеллектуалов не были типичными для конца XVI века, кроме того, численность евреев в Священной Римской империи была очень невелика. Реформация принесла усиление антисемитских законов, почти из всех имперских земель и вольных городов евреи были изгнаны, единственное исключение составил Гессен. Самыми большими еврейскими общинами Германии были гетто во Франкфурте и Вормсе, численность которых едва превышала 2000 человек. Сегрегация выстраивалась так, чтобы евреи могли обслуживать коммерческие интересы крупных центров, однако школы и синагоги не допускались в города. Крупнейшие еврейские интеллектуальные центры располагались в Шнайттахе (близ Нюрнберга) — это была единственная деревня в Германии 1620-х годов с преимущественно еврейским населением, — Дёйце (близ Кёльна), Варендорфе (около Мюнстера), Фридберге и Гюнцбурге (близ Ульма) и Вайзенау (близ Майнца). В Ханау, близ Франкфурта, имелся крупный центр еврейского книгопечатания, расцвет которого пришёлся на 1609—1630 годы. Почти все эти центры располагались в княжествах, управляемых архиепископами. Единственная еврейская община Швейцарии располагалась близ Цюриха. В Германии и Швейцарии евреи имели ряд ограничений не только на поселение, но и на время пребывания; такие же порядки действовали и в Базеле. Теоретически еврейская община была под защитой императора, но погромы были сравнительно частым явлением. Крупнейшие прошли в 1614—1615 годах во Франкфурте и Вормсе, когда обитатели гетто были изгнаны, но в этом случае императорские власти вернули общины обратно и даже выплатили компенсацию.
Время первого контакта Буксторфа с еврейской общиной неизвестно. Гетто существовало в Хамме, где прошли его ранние школьные годы; немало евреев было и в Дортмунде, в гимназии которого Буксторф получал среднее образование. Еврейские общины были и в Марбурге, и в Херборне; кроме того, в студенческие годы Иоганн бывал на Франкфуртской книжной ярмарке, на которой были представлены и еврейские печатники. В одном из писем к другу Каспару Вазеру от 1588 года Буксторф обмолвился, что «евреи неохотно делятся со мной книгами, и за пределами Франкфурта едва ли появится оказия познакомиться с ними». Из Базеля евреи были изгнаны ещё в конце XIV века, и во времена Буксторфа купцов-евреев пускали в город раз в месяц, исключение было сделано только для сотрудников типографий, выпускавших еврейские книги.
В 1596 году Буксторф работал в типографии Конрада Вальдкирха: в письме Каспару Вазеру он писал, что редактирует талмудический трактат «Бава Батра», который так и не вышел в свет. В той же типографии он переписывался с еврейскими издателями по всей империи и даже Польши, а в 1599 году безуспешно пытался нанять для типографии еврея, обращённого в христианство. В 1608 году Буксторф редактировал издание еврейской Библии вместе с нанятым евреем. В личной библиотеке профессора сохранились 19 из 53 книг, напечатанных на иврите типографией Вальдкирха в 1598—1612 годах, из которых семь содержат его редакторские пометы.
Судя по переписке, Буксторф длительное время общался с некими Яаковом и Авраамом из Клингнау. По-видимому, это были наборщики типографии Якоб Бухгандлер (Яаков бен Абрахам Менджирич из Литвы) и Абрахам Брауншвейгский (Авраам бен-Элиезер Брауншвейг). Якоб был известной фигурой в типографии Вальдкирха, и напечатал множество книг, как на иврите, так и на идише. Абрахам в 1618—1620 годах был главным редактором издания раввинской Библии Буксторфа, осуществлённого на основе Венецианского. На Вальдкирха работали и другие образованные евреи, включая рава Илию Лоанса из Франкфурта и Исаака Экендорфа. Их Буксторф периодически приглашал к себе домой на обед и активно обсуждал с ними еврейские верования и религиозные практики. Судя по сообщению Тоссануса, Буксторф владел идишем, на котором говорил с выходцами из Германии и Польши; с обращёнными итальянскими евреями в 1599 году он общался на иврите.

### Казус 1619 года

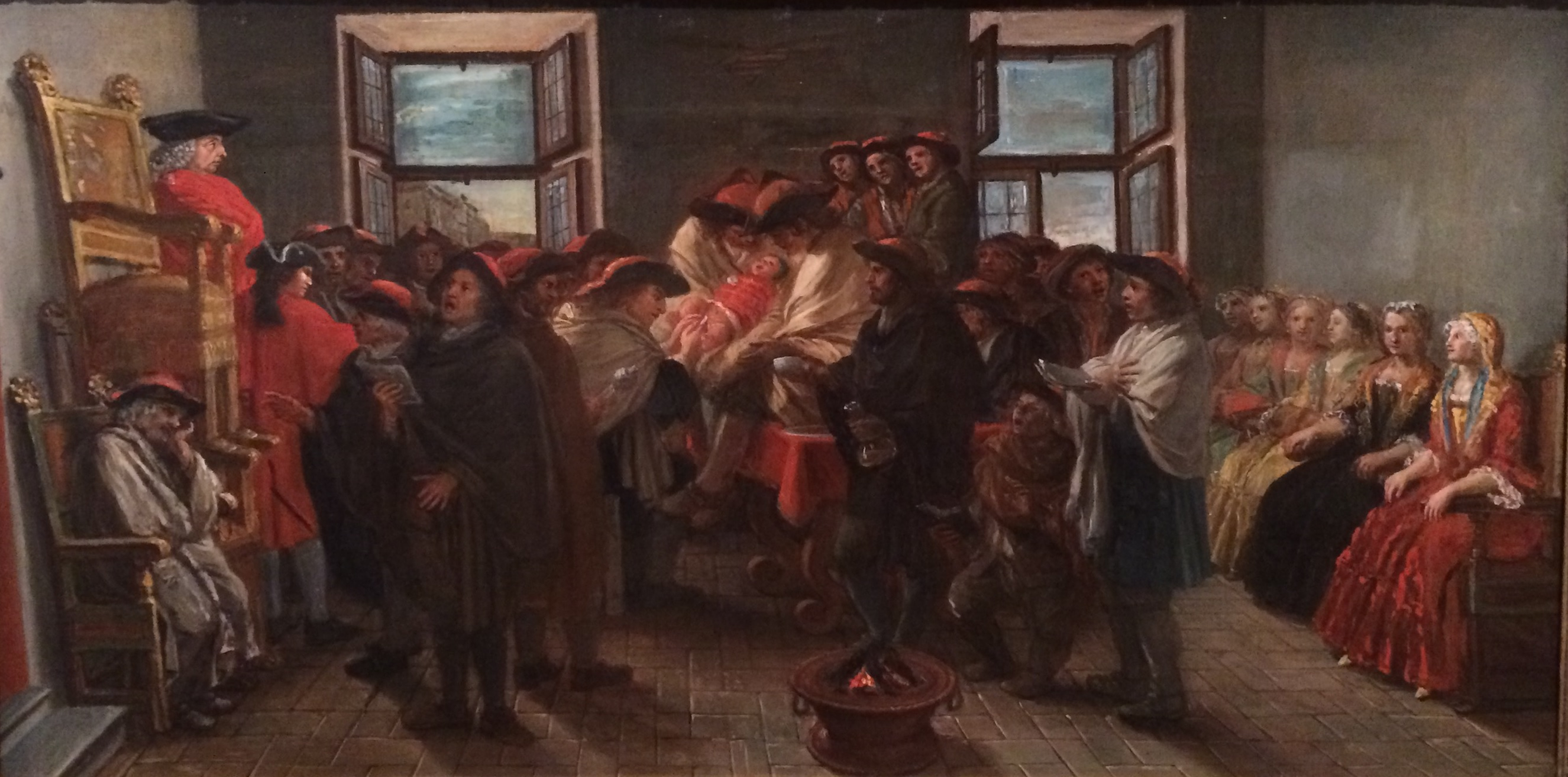
Церемония обрезания. Картина Марко Маркуола, 1870 года

5 сентября 1617 года в городской совет Базеля поступило прошение декана Буксторфа и ректора университета Себастьяна Бека о печатании новой версии Венецианского издания еврейской Библии. В прошении говорилось, что стоимость еврейской Библии делает её недоступной для учёных, которые изучают Ветхий Завет. Магистрат разрешил для нужд издания пригласить двух (а затем и трёх) еврейских редакторов и корректоров на весь срок подготовки Библии, но с условием, что они не будут заниматься другими видами работ.
Приглашённые специалисты жили на дому у самого Буксторфа и его зятя Людвига Кёнига-младшего; они приехали вместе с семьями. Это привело к серьёзному инциденту: жена Абрахама Брауншвейгского родила сына в 1619 году, и его отец позаботился, чтобы ребёнок был положенным образом обрезан, пригласив других евреев, временно проживавших в городе, для совершения церемонии. Был подан запрос оберст-кнехту Георгу Глазеру, ответственному от магистрата по делам еврейской общины, и получен положительный ответ. На церемонии присутствовали сам Буксторф, его зять Людвиг Кёниг-младший, типограф Иоганн Кеблер, а также Хенрик ван Диест — голландский студент Буксторфа. Для того времени приглашение христиан на церемонию обрезания было беспрецедентным актом дружественных отношений.
Церемония состоялась 2 июня 1619 года и вызвала чрезвычайно быструю реакцию городской общины. Уже 5 июня один из приходских пасторов направил в магистрат письменную жалобу; было принято решение евреев арестовать и начать расследование. Предварительные слушания происходили 9 и 12 июня, было решено выслать из города жену А. Брауншвейга и его новорождённого сына. Буксторф писал Вазеру 15 июня, что стал объектом всеобщей ненависти, даже не из-за обрезания, а по причине печатания раввинской Библии в христианском городе. Буксторф опасался, что все его еврейские сотрудники будут высланы; ходили даже разговоры, что и его самого постигнет та же участь.
Приговор был вынесен 16 июня: Буксторф, Кёниг и Кеблер были удостоены порицания за то, что присутствовали на обрезании и тем самым «укрепили евреев в их неверии», а также «вызвали гнев многих достойных граждан, как духовного, так и светского звания». Оберст-кнехт Глазер был обвинён в превышении полномочий. Буксторф настаивал, что всё было сделано официально и по закону, в результате и он, и Кёниг были оштрафованы на 100 имперских талеров, а Кеблер получил два дня тюрьмы. Под стражу был взят и Глазер, пока по его делу не вынесли решения. В результате его освободили 19 июня, никакого другого наказания он не понёс. Однако суд учёл просьбу евреев-редакторов, переданную через Людвига Кёнига-старшего — отца зятя Буксторфа, — что Библия должна быть окончена к осенней Франкфуртской книжной ярмарке. Им было разрешено продолжать работу и жить по-прежнему в домах Буксторфа и Кёнига. Хенрик ван Диест не пострадал, поскольку как раз 15 июня отбыл к Вазеру с письмом Буксторфа. К 10 августа типографские работы по Библии были завершены. После окончания работ евреи не могли оставаться в городе; сверх того, Авраам Брауншвейг был приговорён к штрафу в 400 талеров как главный виновник инцидента, который, вдобавок, отказался покаяться. К прочим евреям — участникам церемонии, у суда не было претензий.
Существует версия, что скандал был раздут лично главным пастором Базеля Иоганном Воллебиусом, который 18 мая 1619 года окрестил в кафедральном соборе молодого еврея-переплётчика. Тот в течение пяти или шести месяцев подвергался катехизации и сразу после крещения сбежал из города. В письме к Каспару Вазеру сам Буксторф утверждал, что присутствовал на церемонии, именно чтобы свидетельствовать об истинной — христианской — вере, поскольку в своей речи сказал евреям, что они духовно слепы и нуждаются в «обрезании сердца».
Буксторф сильно обиделся на городские власти и даже считал возможным покинуть город и переселиться в Гейдельберг. Инцидент не сказался на отношениях с Авраамом Брауншвейгским, с которым по делам книжной торговли переписывался ещё его сын.

### Обращение евреев в христианство
Тоссанус в первой биографии Буксторфа и швейцарский библеист Э. Кауч пытались представить профессора как авторитетного в раввинской среде библеиста, которого, якобы, ценили как высшего авторитета в тонких вопросах веры. Сам Буксторф, по-видимому, не имел таких амбиций. В одном из писем Скалигеру 1606 года он упоминал, что известен «среди евреев Кракова, Праги и всей Германии» из-за своих посланий на иврите. Из его переписки уцелели только два письма, опубликованных в 1886 году. Одно принадлежало неназванному раввину из Нюрнберга, и было посвящено безымянной книге на иврите, в которой бессмертие души трактовалось через философию Аристотеля, второе было написано Авраамом Брауншвейгским в 1617 году. Единственное сохранившееся письмо Букстрофа на иврите было адресовано другому библеисту-христианину.
По-видимому, он не интересовался и вопросами эсхатологии, которые подталкивали кальвинистов XVII века к скорейшему обращению нехристиан. Тем не менее, вопросы веры занимали важное место в его посланиях Филиппу дю Плесси де Морне, Кристофу Гельвигу, и Юлиусу Конраду Отто, профессору университета Альтдорфа, который дважды принимал христианство и дважды возвращался к иудаизму. Буксторф был знаком с двумя апологетами миссионерского обращения евреев: Хью Броутоном и Йоханнесом Мольтером. Броутон жил в Базеле в 1597—1600 годах, поселившись там из-за разногласий с католическим полемистом Й. Писториусом. Сохранилось только два письма Буксторфа, адресованных ему. Й. Мольтнер был пастором и профессором Марбургского университета, его приход был во Фридберге, где имелась большая еврейская община. Мольтнер активно переписывался с Буксторфом в 1603—1617 годах. Тем не менее, не существует ни одного свидетельства, что Буксторф как-то пытался проповедовать среди евреев. Напротив, существует гораздо больше данных, что он и его собеседники вполне были способны обсуждать самые спорные вопросы веры вне полемического контекста. В этом плане примечательна одна из важнейших работ Буксторфа — «Еврейская синагога».

### Базельская Библия

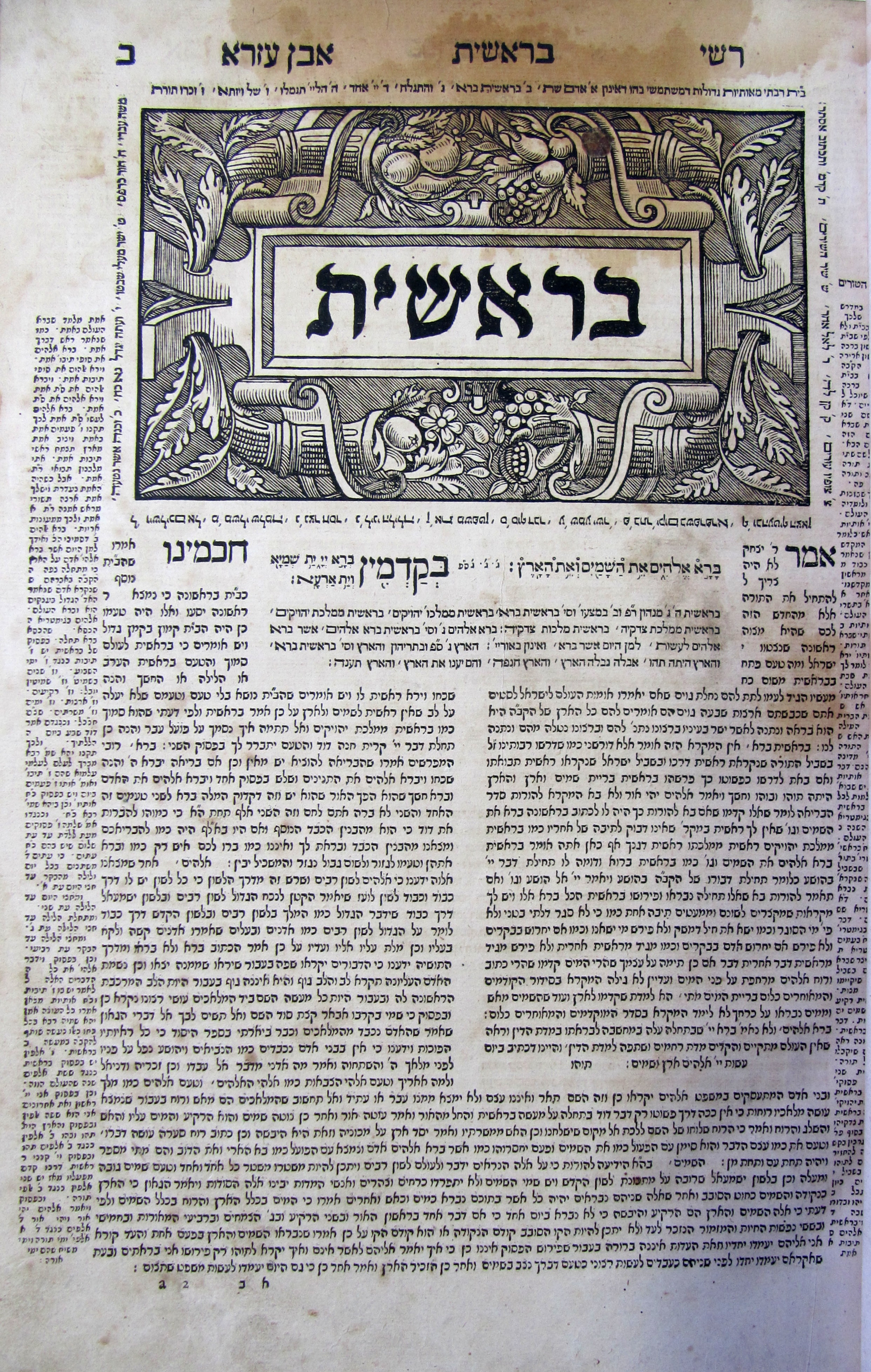
Первая страница Книги Бытия в Библии Буксторфа, 1618

### Вопросы огласовки в христианской теологии

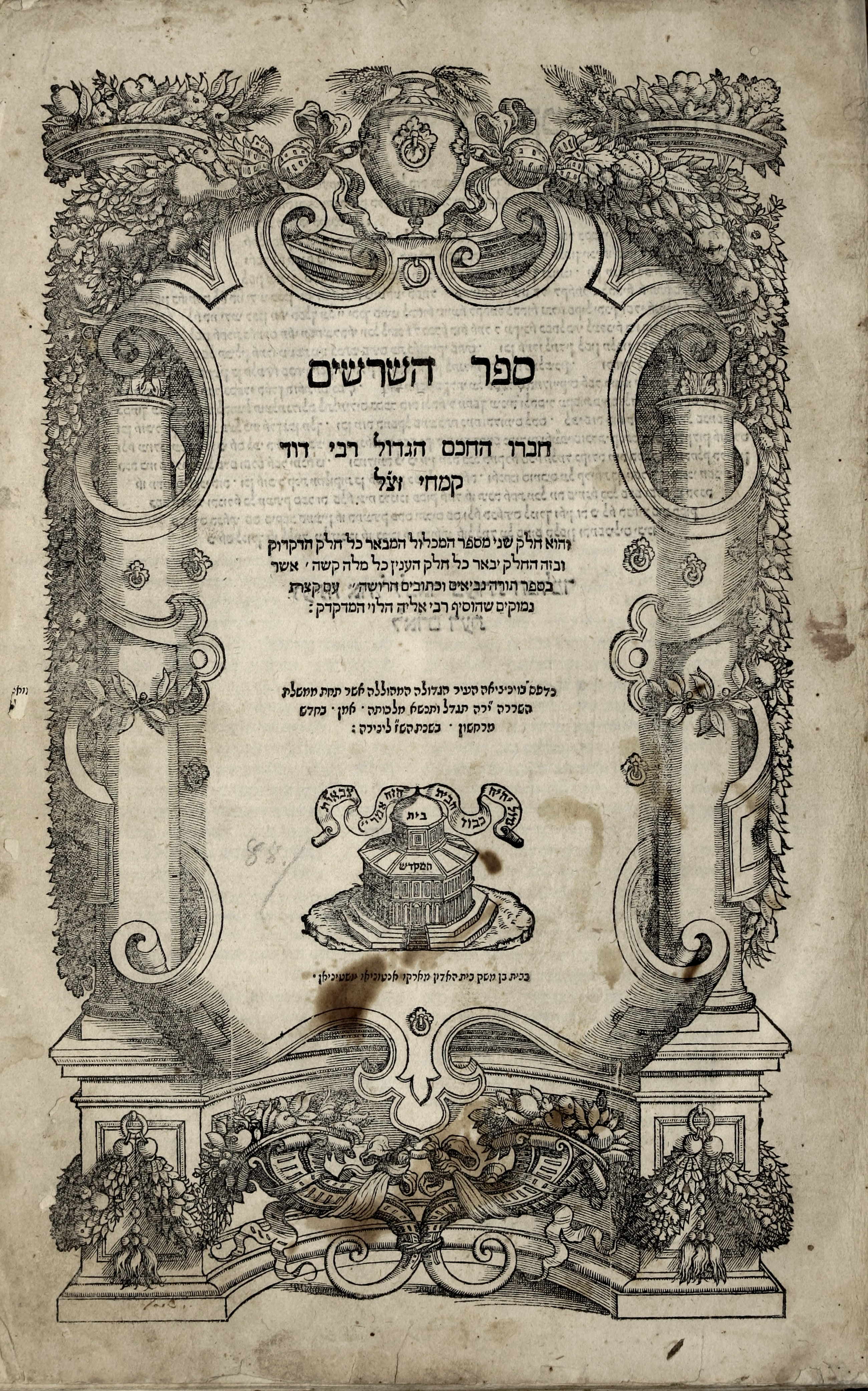
Титульный лист словаря «Книга корней» Давида Кимхи в издании Элии Левиты, 1546 год

## «Еврейская синагога»

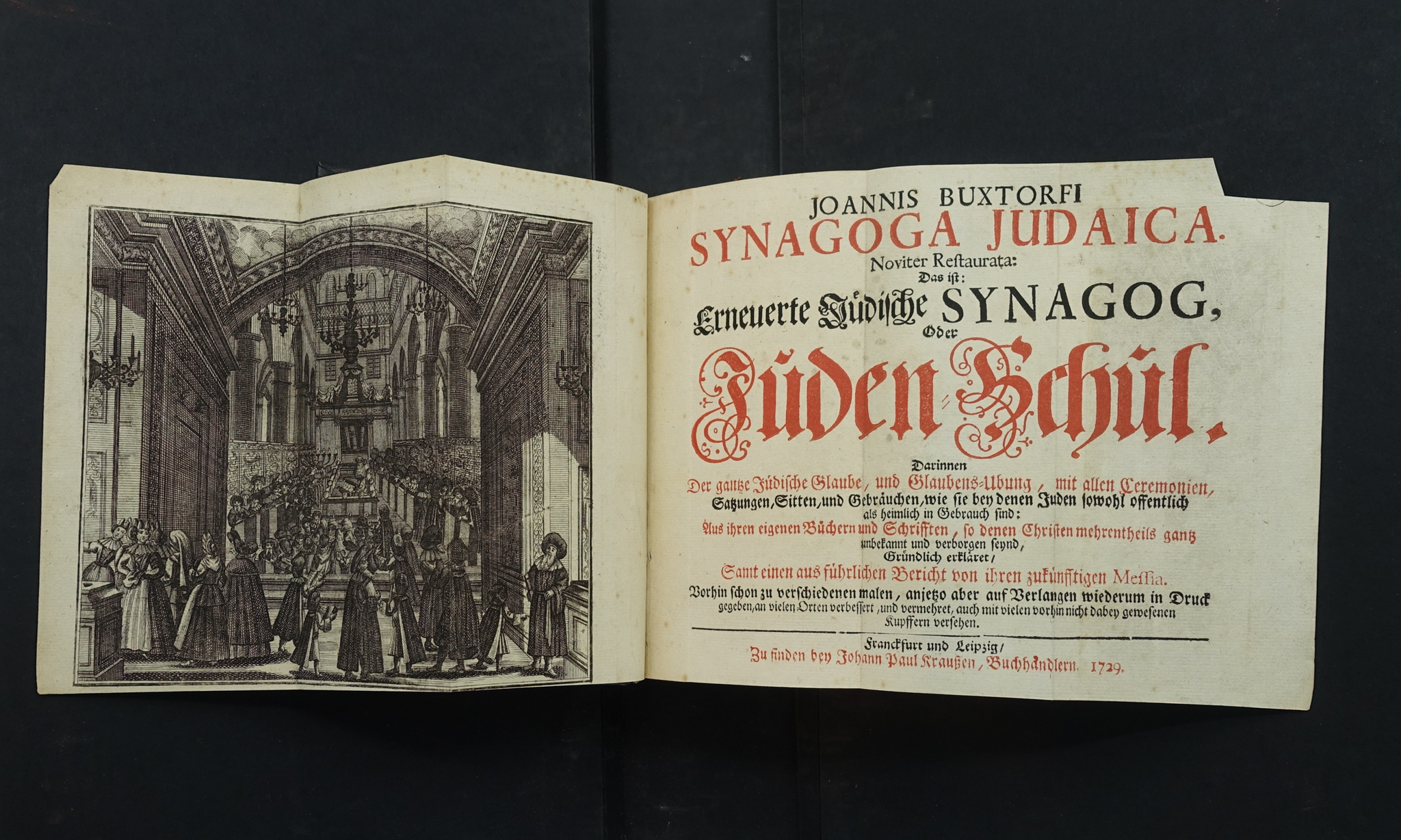
Титульный лист третьего латинского издания в перепечатке 1712 года